# Omourtag (obchtina)
Omourtag (bulgare : Омуртаг) est une obchtina de l'oblast de Targovichté en Bulgarie.